# خوان رامون مارتينيز
خوان رامون مارتينيز (بالإسبانية: Juan Ramón Martínez)‏ (20 أبريل 1948 بسان ميغيل في السلفادور - ) هو لاعب كرة قدم سلفادوري في مركز الهجوم، شارك في كأس العالم 1970 والألعاب الأولمبية الصيفية 1968. وشارك مع منتخب السلفادور لكرة القدم. أما مع النوادي، فقد لعب مع ميونيسيبال وأونسي مونيسيبال ‏ ويوفنتود أولمبيا ميتاليو ‏ وأونص لوبوس ‏ ونادي أكويلا.

## وصلات خارجية
- خوان رامون مارتينيز على موقع الاتحاد الدولي (مؤرشف)  (الإنجليزية)
- خوان رامون مارتينيز على موقع قاعدة بيانات كرة القدم.إي يو (الإنجليزية)
- خوان رامون مارتينيز على موقع ناشيونال فوتبول تيمز (الإنجليزية)
- خوان رامون مارتينيز على موقع Soccerway.com (الإنجليزية)
- خوان رامون مارتينيز على موقع عالم كرة القدم.نت (الإنجليزية)
- خوان رامون مارتينيز على موقع اللجنة الأولمبية الدولية (الإنجليزية)
- خوان رامون مارتينيز على موقع أوليمبيديا (الإنجليزية)